# 石槿
石槿是錦葵科的多年生植物。屬於木槿屬。可以在高達610公尺海拔的沙漠沖刷區、岩石斜坡和台地中找到。

## 植物型態
石槿植株高達達到1.5公尺。葉子長3公分，寬度大致相同，呈黃綠色，表面有毛，葉形為橢圓形或卵形，葉緣有細齒。
石槿的花是淡白色、淡紫色到或淡粉色。花瓣非常薄，在一些植物上幾乎半透明。整朵花呈寬杯狀。一根垂直的枝條通常會有一朵頂生花，並且沿枝條有軸向花。 

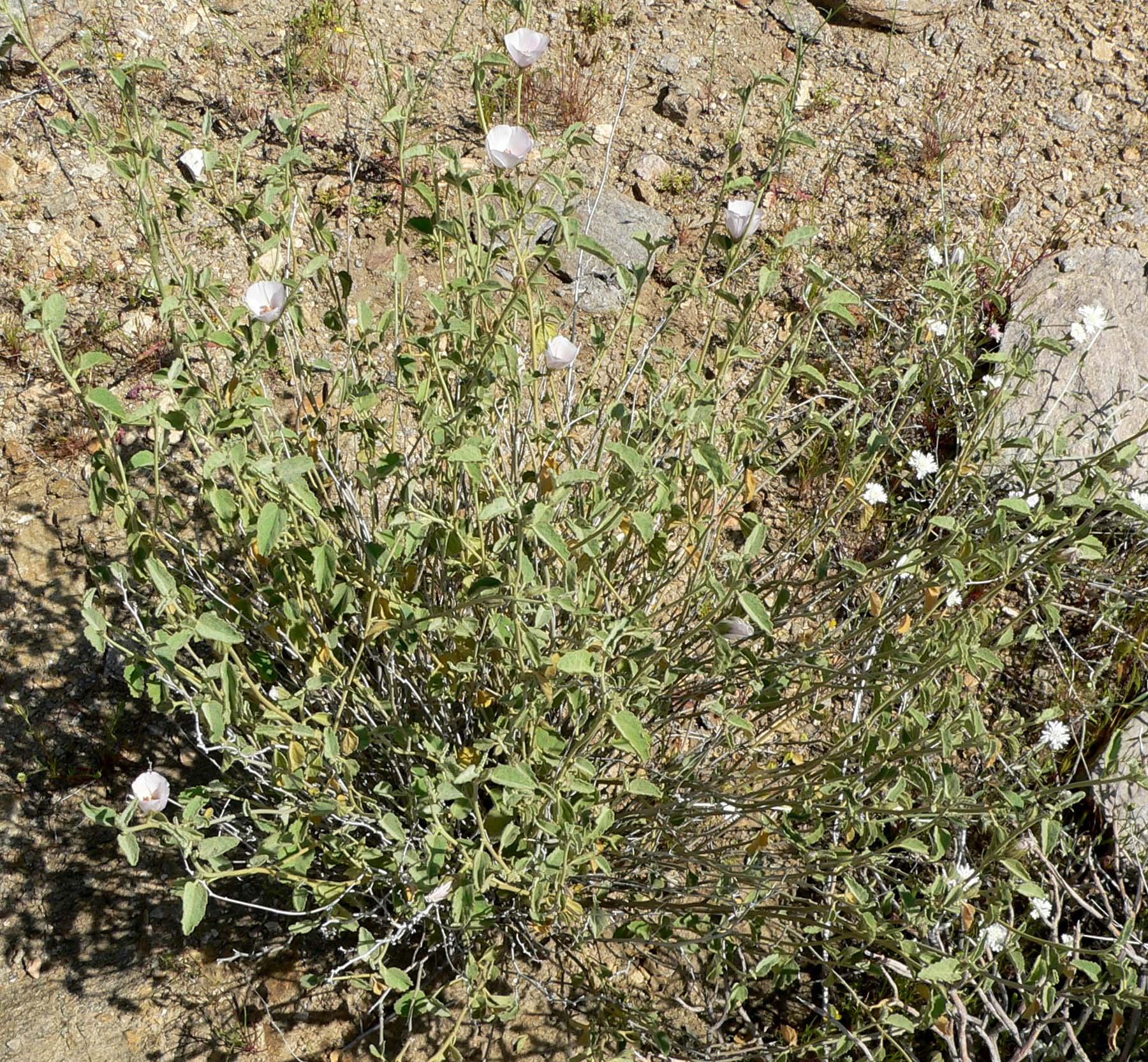
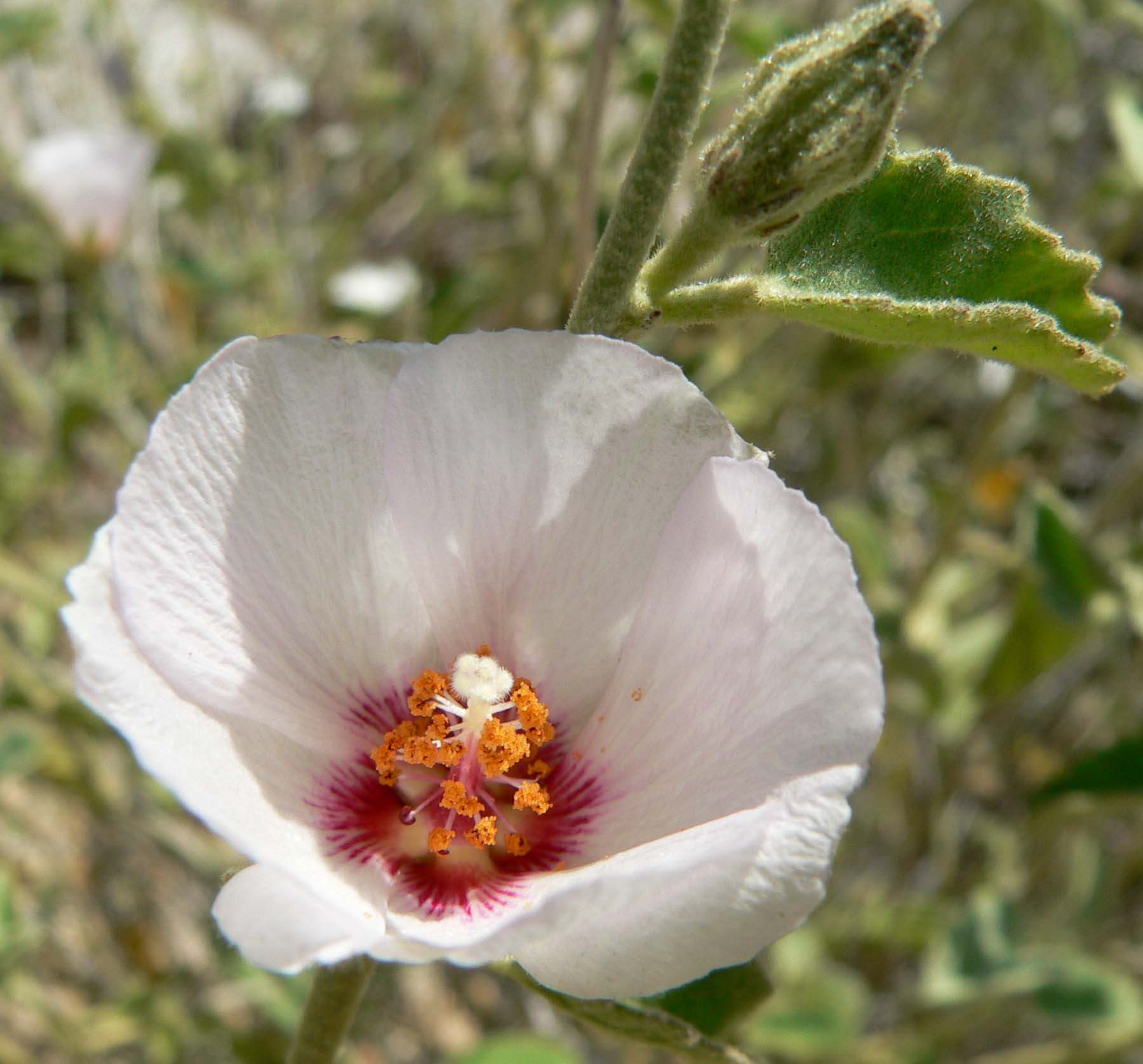
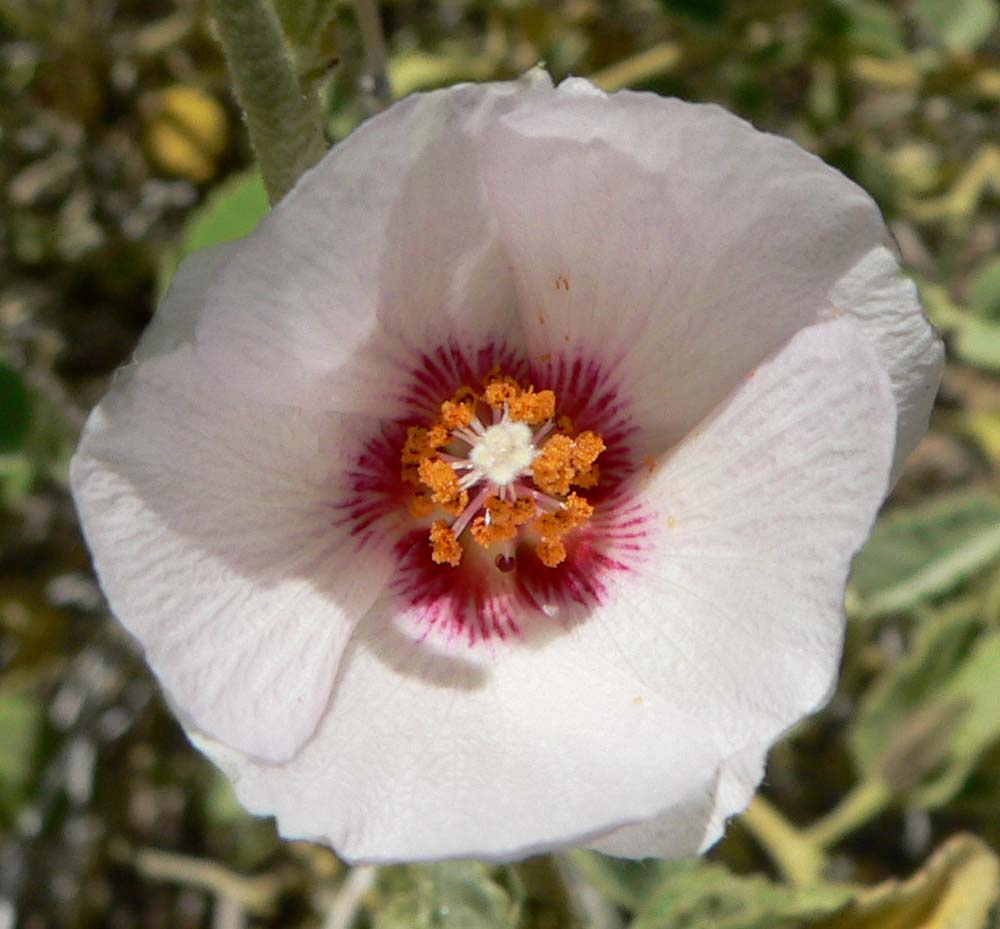